# Jean-Sébastien Jaurès
Jean-Sébastien Jaurès (Tours, 30 settembre 1977) è un ex calciatore francese, di ruolo difensore.

## Palmarès

### Club

#### Competizioni nazionali
- Coppa di Francia: 2

Auxerre: 2002-2003, 2004-2005

#### Competizioni internazionali
- Coppa Intertoto UEFA: 1

Auxerre: 1997